# Canthidium marielae
Canthidium marielae là một loài bọ cánh cứng trong họ Bọ hung (Scarabaeidae).